# Sant Sebastià de Verdum
Sant Sebastià de Verdum és una església parroquial al barri de Verdum, al districte de Nou Barris de Barcelona. Està construïda en un interior d'illa del carrer Viladrosa, amb accés a través de l'edifici d'habitatges del número 96.

## Història
El barri de Verdum va ser creat en gran part a rel del Congrés Eucarístic Internacional celebrat a Barcelona el 1952, moment en què es construïren els anomenats Habitatges del Governador, així com per l'Obra Sindical del Hogar. El 1958 l'arquebisbe de Barcelona, Gregorio Modrego Casaús, va decretar l'erecció canònica de la parròquia de Sant Sebastià de Verdum, que junt amb d'altres, donava resposta al creixent poblament de les zones perifèriques de Barcelona, amb l'arribada massiva d'immigració. El primer rector va ser Josep Maria Juncà, que a més de fer construir una església provisional, va mobilitzar institucions religioses i laiques per ajudar a bastir, en pla de suplència, un consultori mèdic, una guarderia, una escola professional, l'escola Pla de Fornells, suport a l'escola Ton i Guida, habitatges socials, colònies per a infants, i va donar suport a iniciatives com la construcció de les clavegueres de les Roquetes, ajudes als treballadors en vaga, i altres iniciatives.

## Església provisional
L'any 1958 es va construir una església provisional per als primers pobladors del barri, obra dels arquitectes Oriol Bohigas i Josep Martorell, a la intersecció de l'actual Via Favència i el carrer de l'Artesania. Va ser una de les primeres construccions de caràcter públic i social de la zona. Constava de dos cossos rectangulars, units per un pas de vidre tancat, el més gran dedicat al temple i l'altre a la sagristia i despatxos parroquials. Presidia l'accés una gran creu de quatre braços de formigó, que va esdevenir el símbol del barri. El 4 de març de 1959 el bisbe auxiliar Narcís Jubany va inaugurar l'església. El solar, que estava destinat a zona verda per al barri de l'Obra Sindical del Hogar, el va cedir l'Ajuntament de Barcelona al bisbat. La situació del solar, però, a l'extrem del barri, dificulta l'accés de molts veïns i no té la posició central que un equipament d'aquestes característiques necessita per a la seva inserció social.

## Església definitiva
Els mateixos arquitectes Bohigas i Martorell, juntament amb David Mackay, de l'estudi MBM arquitectes, van construir la innovadora església definitiva l'any 1968, ocupant un interior d'illa del carrer Viladrosa. Els arquitectes, que havien participat a les jornades 'Conversaciones de arquitectura religiosa' que van tenir lloc a Barcelona el 1963, i que formaven part de l'arquitectura moderna, van tenir en compte el recent Concili Vaticà II, de 1965, que va suposar un canvi de paradigma per a les construccions eclesials.
El temple és pioner i modern, però alhora senzill i auster. Tot el conjunt està construït sense revestir: murs d'obra vista, bigues d'acer, jàsseres de formigó, voltes a la catalana i fusteries de fusta massissa, combinant la tradició amb la innovació. El temple és un sol espai rectangular cobert per una estructura espacial de malla metàl·lica. Sota la nau de celebracions litúrgiques hi ha una planta inferior per festes populars i cíviques del barri. A l'interior d'illa un pati amb pòrtics de formigó armat, maó i acer, donen accés a l'església i les dependències parroquials. L'accés des del carrer és a través d'un edifici d'habitatges, que a la façana té un cos vertical de color blanc que actua a manera de campanar, on hi ha una creu, a la part alta, i un relleu amb una imatge de sant Sebastià, a la part baixa, de l'escultor Lau Feliu Maspons.